# Rezerwat przyrody Mielno
Rezerwat przyrody Mielno – krajobrazowy rezerwat przyrody położony w gminie Kazimierz Biskupi, powiecie konińskim (województwo wielkopolskie). Znajduje się na terenie Puszczy Bieniszewskiej i obejmuje on jezioro Mielno wraz z otaczającym je lasem, łąkami i pagórkami morenowymi.
Rezerwat powstał w 1957 roku i ma łączną powierzchnię 94,33 ha (akt powołujący podawał 93,65 ha). Nie posiada otuliny, funkcję tę spełniają graniczące z nim rezerwaty Sokółki i Pustelnik. Obszar rezerwatu podlega ochronie ścisłej i czynnej.
Pierwotnie miał chronić miejsca lęgowe ptactwa wodnego oraz reliktowe stanowisko brzozy niskiej – pierwsza obok brzozy karłowatej pojawiła się na terenie Polski w okresie późnoglacjalnym w strefie bezdrzewnej tundry. Jednak ze względu na obniżenie się poziomu wód gruntowych zaczyna zanikać. Obecnie obserwuje się proces „starzenia się” jeziora i sukcesje zbiorowisk roślinnych w jego obrębie w kierunku torfowiska. Wraz ze wzrostem trofii zbiornika zaczynają tu pojawiać się takie gatunki jak: osoka aloesowata (Stratiotes aloides), żabiściek pływający (Hydrocharis morsus-ranae) oraz lipiennik Loesela (Liparis loeseli). W rezerwacie występują 24 gatunki drzew (w tym pomnikowy okaz dębu szypułkowego o obwodzie 550 cm i wysokości 20 m) i 19 gatunków krzewów.
Na terenie rezerwatu stwierdzono występowanie 69 gatunków ptaków, w tym 57 gatunków lęgowych.

## Podstawa prawna
- Zarządzenie Ministra Leśnictwa i Przemysłu Drzewnego z dnia 28 września 1957 r. w sprawie uznania za rezerwat przyrody (M.P. z 1957 r. nr 85, poz. 513)
- Obwieszczenie Wojewody Wielkopolskiego z dn. 4.10.2001 r. w sprawie ogłoszenia wykazu rezerwatów przyrody utworzonych do dn. 31.12.1998 r.
- Zarządzenie Nr 25/11 Regionalnego Dyrektora Środowiska w Poznaniu z dnia 9 czerwca 2011 r. w sprawie rezerwatu przyrody „Mielno” (Dz. Urz. Woj. Wielkopolskiego z 2011 r. Nr 214, poz. 3333)

zmienione przez: Zarządzenie Regionalnego Dyrektora Ochrony Środowiska w Poznaniu z dnia 8 września 2017 r. zmieniające zarządzenie w sprawie rezerwatu przyrody „Mielno”